# Lophobates ochreicostata
Lophobates ochreicostata là một loài bướm đêm trong họ Geometridae.